# 1971 en Ontario
Chronologie de l'Ontario
- 1967
- 1968
- 1969
- 1970
- 1971
- 1972
- 1973
- 1974
- 1975

Cette page concerne des événements d'actualité qui se sont produits durant l'année 1971 dans la province canadienne de l'Ontario.

## Politique

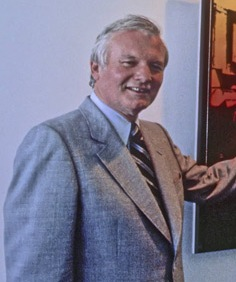
Bill Davis

- Premier ministre :  John Robarts du parti progressiste-conservateur de l'Ontario puis Bill Davis du parti progressiste-conservateur de l'Ontario.
- Chef de l'Opposition :
- Lieutenant-gouverneur :
- Législature :

## Décès
- 17 avril : Carmen Lombardo (en), chanteur et compositeur (° 16 juillet 1903).
- 3 mai : George Poulin, joueur de hockey sur glace (° 27 septembre 1887).
- 19 juin : Albert A. Brown (en), député fédéral de Hamilton-Est (1935-1940) (°  29 juillet 1895).
- 17 novembre : Arthur Roebuck, député provincial de Bellwoods (en) (1934-1940) et député fédéral de Trinity (1930-1935) (° 28 février 1878).